# توربيورن سفيندسن
توربيورن سفيندسن (بالنرويجية البوكمول: Torbjørn Svendsen)‏ هو لاعب كرة قدم نرويجي في مركز الوسط، ولد في 1 يونيو 1954 في ستافانغر في النرويج. شارك مع منتخب النرويج تحت 21 سنة لكرة القدم ومنتخب النرويج لكرة القدم. أما مع النوادي، فقد لعب مع نادي فيكينغ.

## وصلات خارجية
- توربيورن سفيندسن على موقع اتحاد النرويج (النرويجية)
- توربيورن سفيندسن على موقع قاعدة بيانات كرة القدم.إي يو (الإنجليزية)